# Chonomyaquilho
Chonomyaquilho es una localidad del municipio de Larráinzar ubicado en la región de Los Altos del estado mexicano de Chiapas.

## Geografía
La localidad de Chonomyaquilho se sitúa en las coordenadas geográficas 16°53′16″N 92°44′37″O / 16.887778, -92.743611, a una elevación de 1,980 metros sobre el nivel del mar.

## Demografía
Según el Censo de Población y Vivienda 2020, efectuado por el Instituto Nacional de Estadística y Geografía, la localidad de Chonomyaquilho tiene 596 habitantes, de los cuales 290 son del sexo masculino y 306 del sexo femenino. Su tasa de fecundidad es de 2.96 hijos por mujer y tiene 104 viviendas particulares habitadas.
| Gráfica de evolución demográfica de Chonomyaquilho entre 1921 y 2020 |
|                                                                      |
| INEGI.                                                               |